# Sathankulam
Sathankulam (o Satankulam, Sattankulam) è una suddivisione dell'India, classificata come town panchayat, di 14.205 abitanti, situata nel distretto di Thoothukudi, nello stato federato del Tamil Nadu. In base al numero di abitanti la città rientra nella classe IV (da 10.000 a 19.999 persone).

## Geografia fisica
La città è situata a 8° 26' 60 N e 77° 55' 60 E e ha un'altitudine di 18 m s.l.m..

## Società

### Evoluzione demografica
Al censimento del 2001 la popolazione di Sathankulam assommava a 14.205 persone, delle quali 6.918 maschi e 7.287 femmine. I bambini di età inferiore o uguale ai sei anni assommavano a 1.584, dei quali 803 maschi e 781 femmine. Infine, coloro che erano in grado di saper almeno leggere e scrivere erano 11.514, dei quali 5.816 maschi e 5.698 femmine.